# Sakura Doi
Sakura Doi (Akita, Japón 28 de marzo de 1995) es una jugadora profesional de voleibol japonesa, juega de posición opuesto.

## Palmarés

### Clubes
Campeonato de Japón:
- 2017

Copa de Kurowashiki:
- 2017, 2019

### Selección nacional
Campeonato Asiático Femenino Sub-20:
- 2012

Campeonato Mundial Femenino Sub-20:
- 2013[1][2]